# Der amerikanische Neffe
Der amerikanische Neffe (Originaltitel: The Nephew) ist ein irisches Filmdrama aus dem Jahr 1998, das von Autor und Regisseur Eugene Brady in Szene gesetzt wurde.

## Inhalt
Der eigenbrötlerische Tony Egan bewirtschaftet mit seinem Gehilfen Patsy eine Farm auf der irischen Insel Inis Dara. Eines Tages erreicht ihn ein Brief seiner Schwester Karen, die vor 20 Jahren im Streit vor ihrem Bruder in die USA floh. In dem Brief, den sie auf ihrem Totenbett verfasste, kündigt sie ihm die Ankunft ihres 17-jährigen Sohnes Chad Egan-Washington an.
Als Tony seinen Neffen Chad, der die Asche seiner Mutter Karen im Gepäck mitführt, von der Fähre abholt, stellt er zu seinem anfänglichen Entsetzen fest, dass Chad ein Schwarzer ist. Bei der Trauerfeier für einen verstorbenen Nachbarn lernt Chad die junge Aislin Brady kennen. Sie ist die Tochter des lokalen Barbesitzers Joe Brady, der vor zwanzig Jahren ein Verhältnis mit Karen hatte. Tony Egan und Joe Brady sind verfeindet und verbieten Chad und Aislin den Umgang miteinander. Heimlich zeigt Aislin Chad die Insel Inis Dara. Chad und Aislin verlieben sich ineinander. Das stößt Peter O’Boyce vor den Kopf, der mit Aislin befreundet ist. Peter ist der Sohn von Brenda O’Boyce, die früher die engste Freundin von Karen war. Bei einem Gespräch mit Brenda erfährt Chad, dass Brenda und Tony nach Karens Weggang kurz ein Paar waren und Peter Tonys unehelicher Sohn sei, von diesem aber nicht anerkannt werde. Eine freizügige Skizze, die Chad von Aislin anfertigte, gerät zufällig in Peters Hände. Er macht Aislin in Joe Brady’s Gegenwart eine Szene. So bekommt Joe diese Skizze ebenfalls zu Gesicht und konfrontiert seinerseits Tony Egan mit dieser Skizze.
Chad gerät in Streit mit Tony und beschließt, mit der Urne seiner Mutter die Insel zu verlassen. Aislin möchte mit ihm durchbrennen, was Chad ihr jedoch ausredet. Am Morgen der Abreise trifft Chad auf Joe Brady und händigt ihm zwanzig Jahre alter Briefe seiner Mutter Karen an ihn aus, die Tony unterschlagen hatte und beweisen, dass Karen damals den Kontakt zu Joe suchte. Joe stellt Tony zur Rede und macht ihm den Vorwurf, dass er Chad nun genauso vertreibe wie seinerzeit dessen Mutter. Brenda, die Tony immer noch liebt, beschwört diesen zu verhindern, dass Chad Inis Dara verlässt. Mit Joe Bradys Hilfe gelangt Tony noch rechtzeitig zur Fähre und versucht Chad aufrichtig zum Bleiben zu bewegen. Schließlich willigt Chad ein. In der Schlussszene übergeben Chad und Tony an der Steilküste der Insel in Gegenwart der Bradys und O’Boyces die Asche von Karen dem Wind.

## Drehorte
Der Film entstand an der irischen Ostküste südlich der Hauptstadt Dublin. Im Film wird der Eindruck vermittelt, als spiele er auf der fiktiven Insel Inis Dara. Drehorte waren Roundwood, Wicklow Town und die wenige Kilometer südöstlich gelegene Landzunge Wicklow Head.

## Kritiken
- Bewegender Debütfilm (AZ, München)
- Profilierte Darsteller (Frankfurter Allgemeine Zeitung)